# 小行星2599
小行星2599（2599 Veseli）是一颗围绕太阳公转的小行星。1980年9月29日，茲丹卡·瓦弗洛娃在克萊季发现了此天体。
該小行星以捷克的城市盧日尼采河畔韋塞利命名。
这颗小行星的绝对星等为341.38995等。